# Pseudebulea fentoni
Pseudebulea fentoni là một loài bướm đêm trong họ Crambidae.